# Lorella De Luca
Lorella De Luca, nota anche con lo pseudonimo di Hally Hammond (Firenze, 17 settembre 1940 – Civitavecchia, 9 gennaio 2014), è stata un'attrice italiana.

## Biografia
Debuttò nel 1955 diretta da Federico Fellini, ne Il bidone. Frequentò poi il Centro sperimentale di cinematografia; nel 1956 Dino Risi la lanciò con Poveri ma belli. Il successo del film la fece diventare una beniamina del pubblico, così come i film successivi della serie, Belle ma povere e Poveri milionari.
Si specializzò nel personaggio della giovane ragazza ingenua, una specie di Sandra Dee italiana, riproposta in una serie di commedie di successo: Il medico e lo stregone (1957) di Mario Monicelli con Vittorio De Sica e Marcello Mastroianni, Domenica è sempre domenica (1958) di Camillo Mastrocinque, Primo amore (1959) di Mario Camerini e molti altri.
Nel 1958, con Alessandra Panaro, affiancò Mario Riva nel popolarissimo quiz televisivo Il Musichiere nel ruolo della "cognatina" e valletta dello spettacolo. Nel 1965, con lo pseudonimo di Hally Hammond, recitò in Una pistola per Ringo, diretta da colui che nel 1971 diverrà suo marito, Duccio Tessari, e dal quale avrà due figlie, una delle quali, Fiorenza Tessari, è diventata anch'essa attrice. Successivamente apparve in altri nove film diretti dal marito e di alcuni curò anche la regia della seconda unità.
Morì all'ospedale San Paolo di Civitavecchia a 73 anni per un tumore cerebrale che l'aveva anche resa cieca. Dopo due giorni furono celebrati i funerali a Roma in piazza del Popolo nella chiesa di Santa Maria dei Miracoli.

## Filmografia

Lorella De Luca e Jacques Sernas nel film Nel segno di Roma (1959) di Guido Brignone

- Il bidone, regia di Federico Fellini (1955)
- Orlando e i paladini di Francia, regia di Pietro Francisci (1956)
- Sette canzoni per sette sorelle, regia di Marino Girolami (1956)
- Poveri ma belli, regia di Dino Risi (1957)
- Il medico e lo stregone, regia di Mario Monicelli (1957)
- Padri e figli, regia di Mario Monicelli (1957)
- Gente felice, regia di Mino Loy (1957)
- L'ultima violenza, regia di Raffaello Matarazzo (1957)
- Belle ma povere, regia di Dino Risi (1957)
- I misteri di Parigi, regia di Fernando Cerchio (1957)
- Dinanzi a noi il cielo, regia di Roberto Savarese (1957)
- Domenica è sempre domenica, regia di Camillo Mastrocinque (1958)
- L'uomo dall'ombrello bianco (El hombre del paraguas blanco), regia di Joaquín Luis Romero Marchent (1958)
- Napoli, sole mio!, regia di Giorgio Simonelli (1958)
- Racconti d'estate, regia di Gianni Franciolini (1958)
- Tuppe tuppe, Marescià!, regia di Carlo Ludovico Bragaglia (1958)
- Il bacio del sole (Don Vesuvio), regia di Siro Marcellini (1958)
- Primo amore, regia di Mario Camerini (1959)
- Nel segno di Roma, regia di Guido Brignone (1959)
- Poveri milionari, regia di Dino Risi (1959)
- Quanto sei bella Roma, regia di Marino Girolami (1959)
- Ciao, ciao bambina! (Piove), regia di Sergio Grieco (1959)
- La duchessa di Santa Lucia, regia di Roberto Bianchi Montero (1959)
- Agosto, donne mie non vi conosco, regia di Guido Malatesta (1959)
- Costa Azzurra, regia di Vittorio Sala (1959)
- Caccia al marito, regia di Marino Girolami (1960)
- Il principe fusto, regia di Maurizio Arena (1960)
- La regina delle Amazzoni, regia di Vittorio Sala (1960)
- Bellezze sulla spiaggia, regia di Romolo Guerrieri (1961)
- I lancieri neri, regia di Giacomo Gentilomo (1962)
- Taras Bulba il cosacco, regia di Ferdinando Baldi (1962)
- La notte dell'innominato, regia di Luigi De Marchi (1962)
- Una voglia da morire, regia di Duccio Tessari (1965)
- Una pistola per Ringo, regia di Duccio Tessari (1965)
- Il ritorno di Ringo, regia di Duccio Tessari (1965)
- Kiss Kiss... Bang Bang, regia di Duccio Tessari (1966)
- Per amore... per magia..., regia di Duccio Tessari (1966)
- Una farfalla con le ali insanguinate, regia di Duccio Tessari (1971)
- Uomini duri (Tough Guys), regia di Duccio Tessari (1974)
- Safari Express, regia di Duccio Tessari (1976)
- La madama, regia di Duccio Tessari (1976)
- L'alba dei falsi dei, regia di Duccio Tessari (1978)
- Bonus Malus, regia di Vito Zagarrio (1993)

## Televisione
Oltre a Il Musichiere, partecipò in televisione a due edizioni della rubrica pubblicitaria  Carosello:
- nel 1961, insieme a Raffaele Pisu e Duilio Loi, pubblicizzò i tessuti Hélion Chatillon;
- nel 1962, insieme a Sergio Fantoni, Annie Gorassini e Leo Gavero, pubblicizzò l'Asti Spumante Cinzano.

## Doppiatrici italiane
Nelle versioni in italiano delle opere in cui ha recitato, Lorella De Luca è stata doppiata da:
- Fiorella Betti in Domenica è sempre domenica, Quanto sei bella Roma, L'ultima violenza, Uomini duri
- Rita Savagnone in Il bidone, Primo amore, Racconti d'estate
- Flaminia Jandolo in Poveri ma belli, Belle ma povere, Tuppe tuppe, Marescià!
- Maria Pia Di Meo in Nel segno di Roma, Poveri milionari, Bellezze sulla spiaggia
- Vittoria Febbi in Gente felice, Caccia al marito
- Deddi Savagnone in Il medico e lo stregone
- Mirella Pace in Una pistola per Ringo (in poche brevi sequenze, però, Lorella De Luca si doppia da sé)
- Luisella Visconti in Il ritorno di Ringo